# Kinhorn
Kinhorn är en bergstopp i Schweiz.   Den ligger i distriktet Visp och kantonen Valais, i den södra delen av landet, 100 km söder om huvudstaden Bern. Toppen på Kinhorn är 3 750 meter över havet, eller 153 meter över den omgivande terrängen. Bredden vid basen är 0,32 km.
Terrängen runt Kinhorn är huvudsakligen mycket bergig. Närmaste större samhälle är Zermatt, 9,0 km sydväst om Kinhorn. 
Trakten runt Kinhorn består i huvudsak av gräsmarker. Runt Kinhorn är det glesbefolkat, med 19 invånare per kvadratkilometer.